# American Life (singolo)
American Life è una canzone della cantautrice statunitense Madonna, pubblicata nel 2003. È stato il primo singolo estratto dall'album omonimo.

## Descrizione
Nella canzone Madonna celebra il famoso "sogno americano" e si cimenta in un rap in cui parla della sua vita lussuosa in cui dichiara: "Non sono né cristiana né ebrea" smentendo le voci secondo le quali, essendo diventata una seguace della Kabbalah, sarebbe diventata ebrea.
Il brano, scritto e prodotto da Madonna e Mirwais Ahmadzaï, è stato pubblicato in una nuova versione sull'EP Remixed & Revisited uscito nel 2003.

## Pubblicazione
L'uscita del singolo American Life ha anticipato di un mese quella dell'album. È arrivato alla prima posizione in tre Paesi, mentre nel Regno Unito ha raggiunto la seconda posizione. Come b-side è stata scelta Die Another Day in varie versioni remixate, a differenza della versione del singolo. La copertina del singolo, così come quella dell'album, raffigura Madonna in versione Che Guevara.

## Accoglienza
Nel 2004, la rivista Blender ha stilato American Life al nono gradino delle 50 canzoni più brutte di sempre, affermando che Madonna "rivisita l'era di Material Girl con una satira al consumismo e al vuoto spirituale... a cui si accompagna il rap più disarmante mai registrato. Nervoso e discontinuo, fa sembrare Debbie Harry calma come Jay-Z. Il momento peggiore arriva quando "dopo il rap, Madonna canta 'niente è come sembra', in una maniera prosciugata di qualsiasi sincerità". Stylus Magazine ha sostenuto che "quando una delle donne più ricche al mondo si lamenta del consumismo e della crisi di valori del mondo dello spettacolo... sembra ipocrita anziché perspicace; si scaglia contro la vita che essa stessa conduce".

## Il video

### Prima versione
Il video musicale di American Life è ambientato durante un'ironica sfilata di moda in cui i modelli sono vestiti da soldato ed include scene violente di guerre, esplosioni e morti. Nel finale del video Madonna fa irruzione alla sfilata vestita da soldato e lancia una bomba a mano che viene raccolta dal presidente George W. Bush, il quale la usa per accendersi un sigaro. Il messaggio che la popstar tenta di lanciare mediante queste crude immagini è, come lei stessa a suo tempo ha dichiarato, un messaggio contro le stragi nel mondo e soprattutto un invito alla pace, unica ed utopica soluzione grazie alla quale sarà possibile evitare tutte le cruente vicende che stanno sporcando il nostro secolo. Pochi giorni prima dell'uscita, tuttavia, il video viene ritirato in segno di rispetto verso i soldati che si trovano in missione militare in Iraq.
Nonostante ciò, questa versione viene pubblicata due anni più tardi all'uscita prevista, ovvero il 22 aprile 2005.

### Seconda versione
Il video di American Life viene sostituito da uno più semplice in cui Madonna appare in un costante primo piano, dove sullo sfondo si succedono in sequenza tutte le bandiere del mondo.

## Tracce
CD Maxi singolo (USA)
1. American Life (Missy Elliott's American Dream Remix) – 4:49
2. American Life (Oakenfold Downtempo Remix) – 5:32
3. American Life (Felix Da Housecat's Devin Dazzle Club Mix) – 6:10
4. American Life (Peter Rauhofer's American Anthem) (Part 1) – 10:41
5. American Life (Peter Rauhofer's American Anthem) (Part 2) – 9:06
6. Day Another Day (Richard Humpty Vission Electrofried Mix) – 6:01

CD Maxi singolo 1 (Regno Unito)
1. American Life (Radio Edit) – 4:27
2. American Life (Missy Elliott's American Dream Remix) – 4:49
3. American Life (Peter Rauhofer's American Anthem) (Part 1) – 10:41

CD Maxi singolo 2 (Regno Unito)
1. American Life (Radio Edit) – 4:27
2. American Life (Oakenfold Downtempo Remix) – 5:32
3. American Life (Felix Da Housecat's Devin Dazzle Club Mix) – 6:10

CD singolo (Stati Uniti)
1. American Life (Edit with Rap) – 4:27
2. Die Another Day (Calderone & Quayle Afterlife Mix) – 8:52
3. American Life (Peter Rauhofer's American Anthem) (Part 1) – 10:41

Doppio vinile 12" (Regno Unito)
- Lato A

1. American Life (Missy Elliott's American Dream Remix) – 4:49
2. American Life (Oakenfold Downtempo Remix) – 5:32

- Lato B

1. American Life (Peter Rauhofer's American Anthem) (Part 1) – 10:41

- Lato C

1. American Life (Felix Da Housecat's Devin Dazzle Club Mix) – 6:10
2. Die Another Day (Calderone & Quayle Afterlife Mix) – 8:52

- Lato D

1. American Life (Peter Rauhofer's American Anthem) (Part 2) – 9:06

## Classifiche
| Classifica (2003)        | Posizione massima |
| ------------------------ | ----------------- |
| Australia                | 7                 |
| Austria                  | 7                 |
| Belgio (Fiandre)         | 10                |
| Belgio (Vallonia)        | 12                |
| Canada                   | 1                 |
| Danimarca                | 1                 |
| Finlandia                | 3                 |
| Francia                  | 10                |
| Germania                 | 10                |
| Irlanda                  | 7                 |
| Italia                   | 1                 |
| Norvegia                 | 9                 |
| Nuova Zelanda            | 33                |
| Paesi Bassi              | 4                 |
| Regno Unito              | 2                 |
| Spagna                   | 2                 |
| Stati Uniti              | 37                |
| Stati Uniti (dance club) | 1                 |
| Svezia                   | 3                 |
| Svizzera                 | 1                 |